# Баа, Гидеон
Гидеон Баа (англ. Gideon Baah; родился 1 октября 1991, Аккра, Гана) — ганский футболист, защитник. Выступал в сборной Ганы.

## Клубная карьера
В 2007 году Баа выиграл футбольное реалити-шоу в Гане и получил поездку на чемпионат мира 2010, денежный приз, а также двухнедельную стажировку в лондонском «Челси» в обществе Майкла Эссьена. Профессиональную карьеру Гидеон начал в клубе «Асанте Котоко». В марте 2010 года в матче против «Хартс оф Оук» он сломал голень. В 2013 году Баа на правах аренды перешёл в финский клуб «Хонка». 13 апреля в матче против ТПС он дебютировал в Вейккауслиге. 30 июня в поединке против «Яро» он забил свой первый гол за команду. Летом «Хонка» выкупил трансфер Гидеона. В том же году он был признан лучшим новичком сезона в чемпионате.
В начале 2014 года Баа перешёл в ХИК. 6 апреля в матче против «Яро» он дебютировал за новую команду. 19 апреля в поединке против «Лахти» Гидеон забил свой первый гол за ХИК. В первом же сезоне он стал чемпионом и обладателем Кубка Финляндии. В матчах Лиги Европы против итальянского «Торино» и датского «Копенгагена» Баа забил по голу. В 2015 году Гидеон помог команде выиграть Кубок финской лиги.
В начале 2016 года Баа перешёл в американский «Нью-Йорк Ред Буллз», заменив уехавшего в лондонский «Челси» Мэтта Миазга. 6 марта в матче против канадского «Торонто» он дебютировал в MLS. 21 мая в поединке против «Нью-Йорк Сити» Гидеон забил свой первый гол за «быков».
В 2018 году Баа на правах свободного агента перешёл в казахстанский «Кайрат А». Летом того же года Гидеон присоединился к белорусскому «Гомелю». 21 июля в матче против могилевского «Днепра» он дебютировал в чемпионате Белоруссии. В январе 2019 года вернулся в «Хонку».

## Международная карьера
14 октября 2015 года в товарищеском матче против сборной Канады Баа дебютировал за сборную Ганы, заменив во втором тайме Бернарда Менса.

## Достижения
ХИК
- Чемпион Финляндии: 2014
- Обладатель Кубка Финляндии: 2014
- Обладатель Кубка финской лиги: 2015